# Phang Nga
Phang Nga (in thailandese พังงา) è una città minore (thesaban mueang) della Thailandia di 10 901 abitanti. Il territorio comunale occupa una parte del distretto di Mueang Phang Nga, che è capoluogo della Provincia di Phang Nga, nel gruppo regionale della Thailandia del Sud. In città hanno sede il governo provinciale e distrettuale.

## Geografia fisica

### Territorio
La città è 760 km di strada a sud di Bangkok e 44 km a nordest del ponte di accesso all’isola di Phuket; il territorio comunale copre per intero il tambon Thai Chang. Phang Nga si trova in una stretta valle orientata lungo l'asse nord-sud e circondata dai bassi contrafforti orientali della catena di Phuket, segmento centrale dei Monti del Tenasserim, il territorio comunale presenta quindi ai suoi confini rilievi montuosi. Oltre la lunga collina sul lato orientale della città ha inizio la vasta pianura che si estende fino al golfo del Siam a nordest e alla catena di Nakhon a est.

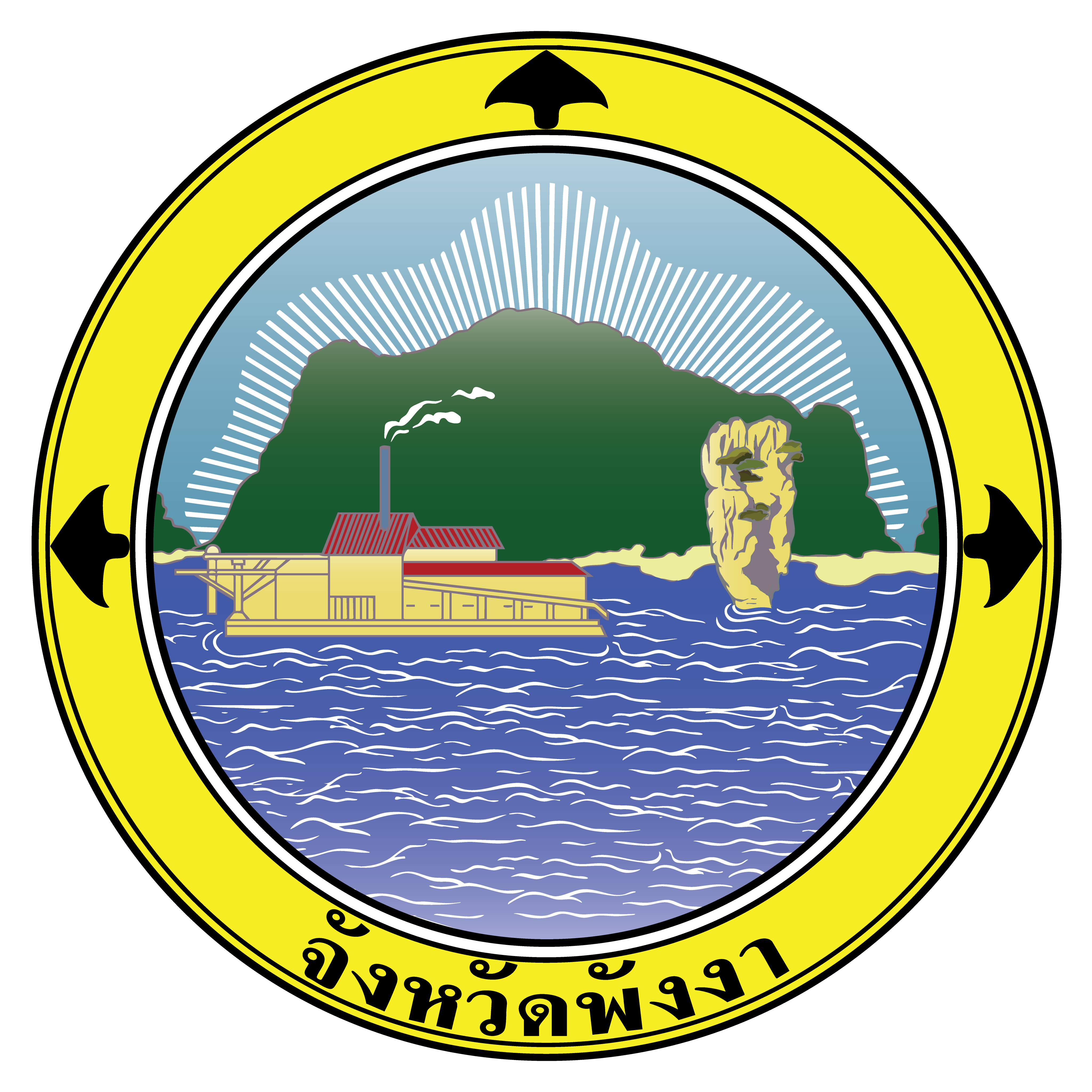
Stemma provinciale con la collina Khao Chang e l'isola Khao Tapu

Sul lato orientale della città, ai piedi della collina, scorre il breve fiume Phang Nga che prima di gettare le sue acque nella baia di Phang Nga forma con altri corsi d’acqua un intricato delta e un fitto reticolo di isolotti che si estendono per 10-15 km dalla periferia meridionale fino al mare. Lungo la costa vi sono molte mangrovie. Sul lato sud-occidentale di Phang Nga, parallela alla città, vi è la stretta, lunga e bassa collina Khao Chang, oltre la quale si allarga per qualche chilometro la valle che precede il nucleo centrale della catena montuosa di Phuket. Khao Chang (letteralmente collina dell'elefante perché ne ricorda la forma) è uno degli emblemi di Phang Nga, e compare sullo stemma provinciale. Nella collina si trova la Tham Phung Chang (grotta nella pancia dell'elefante).

### Clima
La stazione di rilevamento provinciale del Dipartimento meteorologico governativo thailandese si trova a Takua Pa, circa 50 km a nordovest della città. La temperatura media mensile massima è di 34° a marzo, durante la stagione secca, con un picco di 37,8° registrato a febbraio, marzo e aprile, mentre la media mensile minima è di 24,4° a dicembre, nella stagione fresca, con un picco di 18,4° a dicembre. La media massima mensile delle precipitazioni piovose è di 361,2 mm in settembre, nella stagione delle piogge, con un picco giornaliero di 180,7 mm in ottobre. La media minima mensile è di 23,9 mm in febbraio. Copiose precipitazioni piovose si verificano per circa 8 mesi l'anno, a differenza della maggior parte delle altre province dove durano attorno ai 4 mesi. La stagione fresca va da novembre a gennaio, quella secca da febbraio ad aprile e quella delle piogge da aprile a novembre.
Takua Pa, a cui i suddetti dati sono riferiti, si trova nel versante ovest della catena di Phuket, che fa da spartiacque tra la costa est e la costa ovest della penisola malese, soggette a monsoni diversi. Il monsone di sudovest colpisce Takua Pa a partire da aprile e si intensifica da giugno a settembre, mentre a Phang Nga, che si trova sul versante est della catena, le precipitazioni restano moderate in questo periodo e raggiungono i loro massimi verso novembre.

## Storia
Le prime tracce venute alla luce di insediamenti umani nella zona di Phang Nga risalgono a circa 60 000 anni fa. In questo periodo gli abitanti della zona furono in prevalenza negritos, che avrebbero finito per soccombere ad altre etnie nei periodi successivi. Attorno al 2000 a.C. si affermarono etnie di razza mongoloide, già presenti in quest'area 30 000 anni fa come risulta dai ritrovamenti in alcune grotte. In periodi più recenti, la zona di Phang Nga venne a trovarsi su una delle rotte commerciali che attraversavano la penisola malese lungo l'asse est-ovest via terra per portare beni destinati ai mercati cinesi, indiani, persiani e arabi. L'attraversamento della penisola si rese necessario per abbreviare i tempi di circumnavigazione ed evitare i pirati che infestavano lo stretto di Malacca. Le navi attraccavano e scaricavano le merci, che venivano portate via fiume o con animali da soma fino al porto sull'altro lato della penisola, che per quanto riguarda Phang Nga era quello di Chaiya, nell'odierna baia di Bandon. Secondo gli annali cinesi della dinastia Han, tale pratica era già in uso nel I secolo. Uno dei primi grandi stati del Sudest asiatico che ebbe il controllo di queste rotte fu il regno di Funan tra il I e il VII secolo.
Sul territorio di Phang Nga si formarono piccole comunità sparse lungo il corso del fiume Phang Nga che costituirono un distretto chiamato Kraphu Nga. Queste comunità erano di etnia malese, si convertirono all'islam tra il XV e il XVI secolo, si sentivano legate ai sultanati malesi ed erano ostili alle dure politiche attuate nella zona dal regno di Ayutthaya attraverso il suo regno vassallo di Nakhon Si Thammarat. Ciò era anche dovuto al fatto che i commerci via mare con i sultanati sulla costa del mare delle Andamane erano molto più comodi di quelli via terra con Ayutthaya e la stessa Nakhon Si Thammarat. La giurisdizione su quella zona rimase comunque ai siamesi, dei quali gli stessi sultanati erano tributari.
Durante il regno di Rama II del Siam (tra il 1809 e il 1824), l'incursione di truppe birmane sulla costa occidentale e a Phuket costrinse gli abitanti di quelle zone a trasferirsi a Kraphu Nga. Quando i birmani furono cacciati i nuovi arrivati scelsero di rimanere nel villaggio. Nel regno di Rama III (1824-1851), Kraphu Nga si ingrandì ulteriormente e fu ribattezzata Phang Nga. In quegli anni si formò in città una folta comunità di cinesi immigrati tra i quali si distinse l'imprenditore Khaw Soo Cheang che, con i soldi guadagnati a Phang Nga e a Phuket, nel 1844 si trasferì a Ranong, un villaggio da lui sviluppato grazie allo sfruttamento delle miniere di stagno fino a diventare il capoluogo della nuova provincia di Ranong. Khaw Soo Cheang fu nominato governatore e fondò una vera e propria dinastia nella zona.
Lo stagno era stato sfruttato nella zona di Takua Pa diversi secoli prima, e in quel periodo l'economia di Phang Nga si orientò soprattutto sull'agricoltura e in particolare sulle piantagioni di albero della gomma. Nel corso del XIX secolo la pirateria nella regione, un problema che si trascinava da secoli, fu definitivamente soppressa dai britannici, che si erano insediati nell'isola malese di Penang. Nel 1933 fu istituita la provincia di Phang Nga, mentre la moderna municipalità fu istituita l'11 febbraio 1937. Con l'avvento del turismo di massa verso la fine del XX secolo, furono sfruttate le spiagge della costa delle Andamane e le suggestive formazioni carsiche delle isolette nella baia di Phang Nga. La città, relativamente lontana dal mare, ne ha ricavato limitati vantaggi; tra le attività turistiche più importanti vi è l'organizzazione di escursioni giornaliere in barca o in kayak nelle isole della baia.

## Società

### Etnie e minoranze straniere
Oltre alla maggioritaria comunità thailandese, vi sono nutrite comunità di thai musulmani di etnia malese e di immigrati cinesi, i quali iniziarono ad arrivare nei primi anni dell'Ottocento e sono considerati thai-cinesi.

### Religione
In città sono presenti luoghi di culto dedicati al buddhismo theravada, tipico della Thailandia, al buddhismo cinese e all'islam. L'83% della popolazione è buddhista e il 17% è musulmano.

## Economia

### Turismo

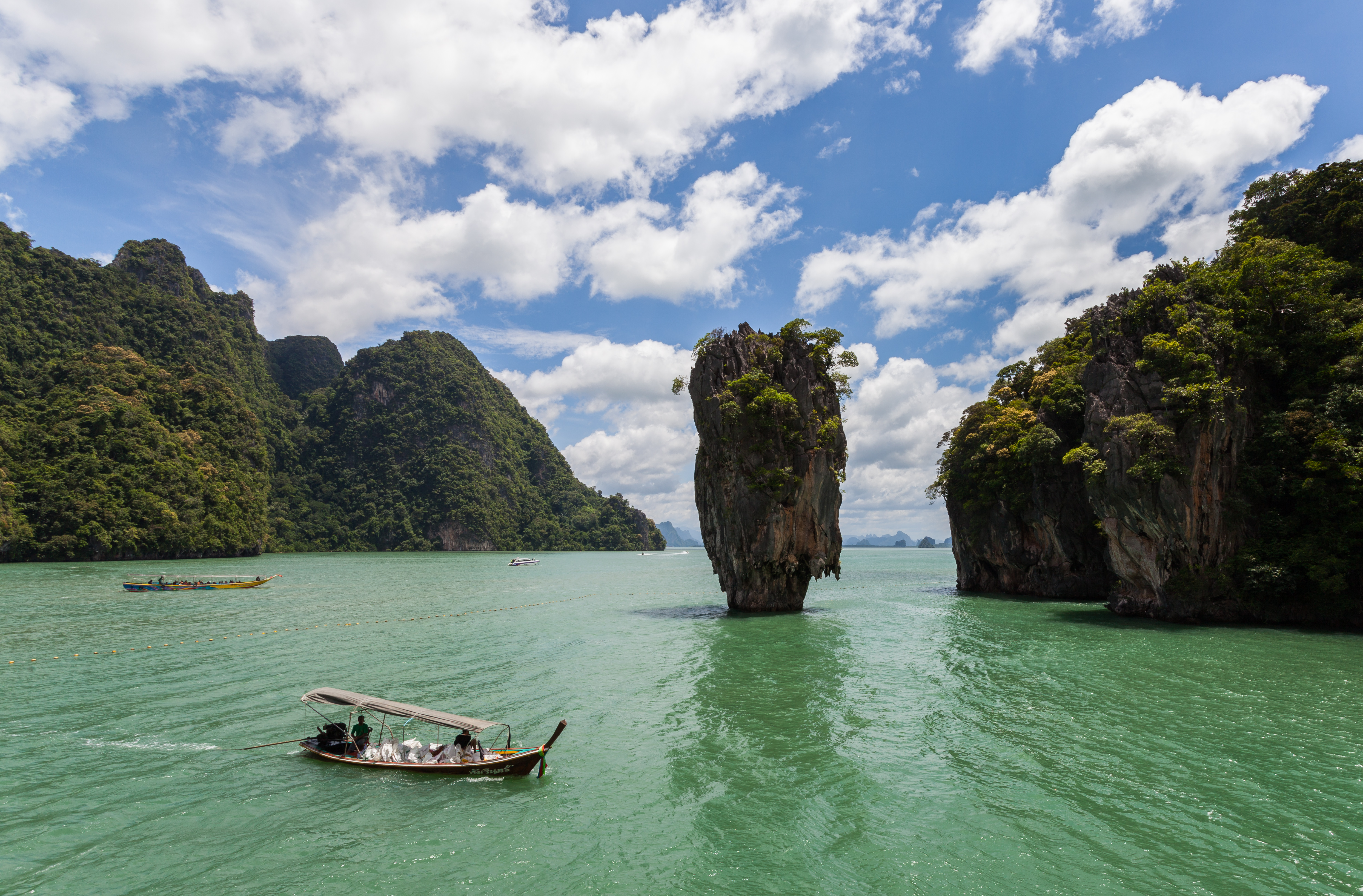
La guglia di Khao Tapu e la vicina Khao Ping Gan

La principale attrazione turistica di Phang Nga è rappresentata dalle escursioni alle vicine isole della baia di Phang Nga (Ao Phang Nga), le cui suggestive formazioni carsiche ricordano quelle della baia di Ha Long in Vietnam e di Guilin in Cina. Le più visitate sono Khao Ping Gan (rocca sporgente) e Khao Tapu (rocca dell'unghia), che formano la cosiddetta "isola di James Bond" dove furono girate scene del film Agente 007 - L'uomo dalla pistola d'oro, nel quale sono il luogo in cui ha il suo rifugio il criminale Francisco Scaramanga. Questa zona fa parte del parco nazionale di Ao Phang Nga. Anche nell'entroterra nei dintorni vi sono luoghi che attraggono i turisti, tra cui alcune grotte e cascate. Una delle grotte più visitate è la Tham Phung Chang, ai confini sud-occidentali della città, che presenta poche altre attrazioni turistiche.

## Infrastrutture e trasporti

### Strade
Il centro cittadino è attraversato dalla strada statale 4, la thanon Phetkasem, che collega Bangkok alla Malesia. Dal centro parte inoltre la statale 4311 in direzione di Surat Thani.

### Ferrovie
Le stazioni ferroviarie più vicine sono quelle della linea meridionale principale della Ferrovia di Stato della Thailandia, situate a circa 120/130 km da Phang Nga.

### Porti
Il locale porto per l'accesso alle isole della baia di Phang Nga è Tha Dang, si trova 9 km a sud della città e si raggiunge a bordo di songthaew.

### Aeroporti
L'aeroporto più vicino è quello di Phuket che si trova a circa 50 km da Phang Nga. È uno scalo internazionale e il secondo più trafficato di Thailandia. A una distanza analoga si trova l'aeroporto internazionale di Krabi.

### Mobilità urbana
I trasferimenti cittadini, in mancanza di autobus urbani, sono affidati ai songthaew e ai mototaxi. Con i conducenti si può trattare per affittare il songthaew per una giornata.

### Mobilità extra-urbana
La stazione degli autobus extra-urbani si trova nel centro cittadino, lungo la strada statale 4. Oltre agli autobus per Bangkok, Ranong, Surat Thani e altre destinazioni del sud, si fermano anche quelli che collegano Krabi a Phuket. All'interno della stazione vi sono diverse agenzie di viaggi che organizzano spostamenti su scala nazionale e locale.
Vi sono anche diversi minivan per il trasporto pubblico che collegano Phang Nga con diverse località.